# Hypoxylon fuscopurpureum
Hypoxylon fuscopurpureum är en svampart som först beskrevs av Ludwig David von Schweinitz, och fick sitt nu gällande namn av Moses Ashley Curtis 1867. Hypoxylon fuscopurpureum ingår i släktet Hypoxylon och familjen kolkärnsvampar.   Inga underarter finns listade i Catalogue of Life.